# حكومة ميركل الرابعة
أدت حكومة ميركل الرابعة بقيادة المستشارة الألمانية أنغيلا ميركل اليمين الدستورية في 14 آذار 2018. هذه هي الحكومة ال 24 في ألمانيا.
تم تشكيل البوندستاغ الألماني التاسع عشر -المنتخب في 24 سبتمبر 2017- في 24 أكتوبر 2017. في 14 مارس 2018 انتخب النواب أنغيلا ميركل مستشارةً بأغلبية 364 صوتًا من مجموع 688 صوتًا في الاقتراع الأول. تم تعيين ميركل والوزراء الاتحاديين الذين اقترحتهم من قبل الرئيس الاتحادي في نفس اليوم وأدوا اليمين أمام رئيس البوندستاغ. تشغل ميركل منصب المستشارة دون انقطاع منذ 22 نوفمبر 2005 مما يجعلها ثاني أطول فترة في المنصب بين جميع المستشارين الألمان (بعد هيلموت كول).
شُكلت هذه الحكومة من ائتلاف من الاتحاد الديمقراطي المسيحي (CDU) والاتحاد الاجتماعي المسيحي (CSU) والحزب الديمقراطي الاجتماعي (SPD) ،  وهو نفس الائتلاف في الحكومة السابقة. هذه الأحزاب (وليس الكتل البرلمانية) شكلت تحالفًا أيضاً في 2005-2009 و2013-2017.

## التعديلات
- في 27 يونيو 2019 خلفت كريستينه لامبريشت كاتارينا بارلي في وزارة العدل وحماية المستهلك. كانت كاتارينا بارلي هي مرشحة الحزب الديمقراطي الاجتماعي للانتخابات الأوروبية عام 2019 وغادرت منصبها لتصبح عضو في البرلمان الأوروبي في 1 يوليو 2019.
- في 17 يوليو 2019 استقالت أورسولا فون دير لاين من منصبها كوزيرة للدفاع بسبب انتخابها رئيسة للمفوضية الأوروبية،[4] في نفس اليوم عُينت أنغريت كرامب كارينباور خلفًا لها وأدت اليمين في 24 يوليو.[5]
- في 19 مايو 2021 رجت فرانسيسكا جيفاي المستشارة ميركل أن تعفيها من منصب الوزيرة الاتحادية لشؤون الأسرة نتيجة لقضية الانتحال في رسالة الدكتوراه.[6] بعدها أعلن رئيسا الحزب الديمقراطي الاجتماعي ساسكيا إسكن ونوربرت فالتر بوريانز أن وزيرة العدل كريستينه لامبريشت ستتولى وزارة الأسرة حتى نهاية الفترة التشريعية. أُعْفِيَتْ جيفاي وعُيِّنَتْ لامبريشت من قبل الرئيس الاتحادي في 20 مايو 2021.[7]

## التشكيل الوزاري
يتألف مجلس الوزراء من المستشارة أنغيلا ميركل وخمسة عشر وزيراً اتحادياً. أربعة عشر وزيرًا يرأسون إدارات، وعضوًا في مجلس الوزراء رئيساً لموظفي المستشارية، سيكون وزيرًا اتحادياً للشؤون الخاصة بدون حقيبة. من حزب CDU سبع وزراء، من حزب SPD ست وزراء، ومن حزب CSU ثلاث وزراء، على النحو التالي:
| الترتيب | المنصب                                               | الصورة | شاغل المنصب            | الحزب | في المنصب منذ        | في المنصب حتى     |
| ------- | ---------------------------------------------------- | ------ | ---------------------- | ----- | -------------------- | ----------------- |
| 1       | المستشارة                                            |        | أنغيلا ميركل           | CDU   | 22 تشرين الثاني 2005 | 8 كانون الأول2021 |
| 2       | نائب المستشارة وزارة المالية                         |        | أولاف شولتس            | SPD   | 14 أذار 2018         | 8 كانون الأول2021 |
| 3       | وزارة الخارجية                                       |        | هايكو ماس              | SPD   | 14 أذار 2018         | 8 كانون الأول2021 |
| 4       | وزارة الداخلية                                       |        | هورست زيهوفر           | CSU   | 14 أذار 2018         | 8 كانون الأول2021 |
| 5       | وزارة العدل وحماية المستهلك                          |        | كاتارينا بارلي         | SPD   | 14 أذار 2018         | 27 حزيران2019     |
| 5       | وزارة العدل وحماية المستهلك                          |        | كريستينه لامبريشت      | SPD   | 27 حزيران2019        | 8 كانون الأول2021 |
| 6       | وزارة الشؤون الاقتصادية والطاقة                      |        | بيتر ألتماير           | CDU   | 14 أذار 2018         | 8 كانون الأول2021 |
| 7       | وزارة العمل والشؤون الاجتماعية                       |        | هوبرتوس هايل           | SPD   | 14 أذار 2018         | في المنصب         |
| 8       | وزارة للغذاء والزراعة                                |        | يوليا كلوكنر           | CDU   | 14 أذار 2018         | 8 كانون الأول2021 |
| 9       | وزارة الدفاع                                         |        | أورسولا فون دير لاين   | CDU   | 17 كانون الأول 2013  | 17 تموز 2019      |
| 9       | وزارة الدفاع                                         |        | أنغريت كرامب كارينباور | CDU   | 17 تموز 2019         | 8 كانون الأول2021 |
| 10      | وزارة شؤون الأسرة وكبار السن والنساء والشباب         |        | فرانسيسكا جيفاي        | SPD   | 14 أذار 2018         | 19 أيار 2021      |
| 10      | وزارة شؤون الأسرة وكبار السن والنساء والشباب         |        | كريستينه لامبريشت      | SPD   | 19 أيار 2021         | 8 كانون الأول2021 |
| 11      | وزارة الصحة                                          |        | ينس شبان               | CDU   | 14 أذار 2018         | 8 كانون الأول2021 |
| 12      | وزارة النقل والبنية التحتية الرقمية                  |        | أندرياس شوير           | CSU   | 14 أذار 2018         | 8 كانون الأول2021 |
| 13      | وزارة البيئة وحماية الطبيعة والبناء والسلامة النووية |        | سفينيا شولتسه          | SPD   | 14 أذار 2018         | 8 كانون الأول2021 |
| 14      | وزارة التعليم والبحث العلمي                          |        | أنيا كارليشك           | CDU   | 14 أذار 2018         | 8 كانون الأول2021 |
| 15      | وزارة التعاون الاقتصادي والتنمية                     |        | غيرد مولر              | CSU   | 17 كانون الأول 2013  | 8 كانون الأول2021 |
| 16      | الوزير الاتحادي للشؤون الخاصة رئيس المستشارية        |        | هيلغه براون            | CDU   | 17 كانون الأول 2013  | 8 كانون الأول2021 |

## روابط خارجية
- مجلس الوزراء الألماني  (بالإنجليزية)
- الوزارات الاتحادية في ألمانيا (بالإنجليزية)